# Fariza
Fariza – gmina w Hiszpanii, w prowincji Zamora, w Kastylii i León, o powierzchni 90,4 km². W 2011 roku gmina liczyła 601 mieszkańców.